# Präriefolkets teckenspråk
Präriefolkets teckenspråk (engelska: Plains Indian Sign Language eller Hand Talk) är ett teckenspråk som inte i första hand var avsett för döva. Det användes i stället förr i tiden som ett mellanfolkligt hjälpspråk mellan prärieindianer som Svartfötterna, cheyenner, sioux, kiowa, arapaho och även folk bortom prärien.
De döva präriefolken antas ha använt teckenspråket som första språk.
Språket anses vara utdöende. Det anses ha cirka 75 användare.

## Historia
Det är oklart när exakt språket uppstått men de spanska kolonialister noterade att språket används i Florida på 1500-talet. I slutet av 1800-talet fanns det tusentals människor som använde teckenspråket men antalet började minska starkt då myndigheter i USA började "civilisera" ursprungsamerikaner vilket ledde till det att man lärde dem amerikanska teckenspråket istället. 
På 1930-talet började myndigheter i USA spela in teckenspråket på film för att bevara och studera språket. Mötet mellan olika urfolkledare, som filmatiserades, var det största mötet mellan dessa som har dokumenterats. Detta ledde till att USA:s kongress stiftade en lag om att grunda ett råd för att bevara teckenspråket.

## Pidginspråk
Präriefolkets teckenspråk är ett pidginspråk i vilket i stort sett alla tecken är avbildande eller efterhärmande, "ikoniska". På grund av detta var språket lättbegripligt även för europeiska invandrare, som också använde det aktivt i sina kontakter med de infödda. Redan i en rapport av Francisco Vázquez de Coronado (Coronado-expeditionen, 1540 – 1542) omnämns det att urfolk var kapabla att göra sig mycket väl förstådda med hjälp av tecken. Teckenspråkets användning avtog efterhand i och med att engelskan spreds. Under 1900-talets första hälft gjordes försök att popularisera språket bland scouter.

## Handikappspråk
Mot seklets slut började språket användas som hjälpmedel för handikappade som inte är i stånd att använda vanligt språk (inte heller vanligt teckenspråk). I denna funktion används även Blissymboler, som ursprungligen var avsedda att användas för mellanfolklig kommunikation. 

## Galleri

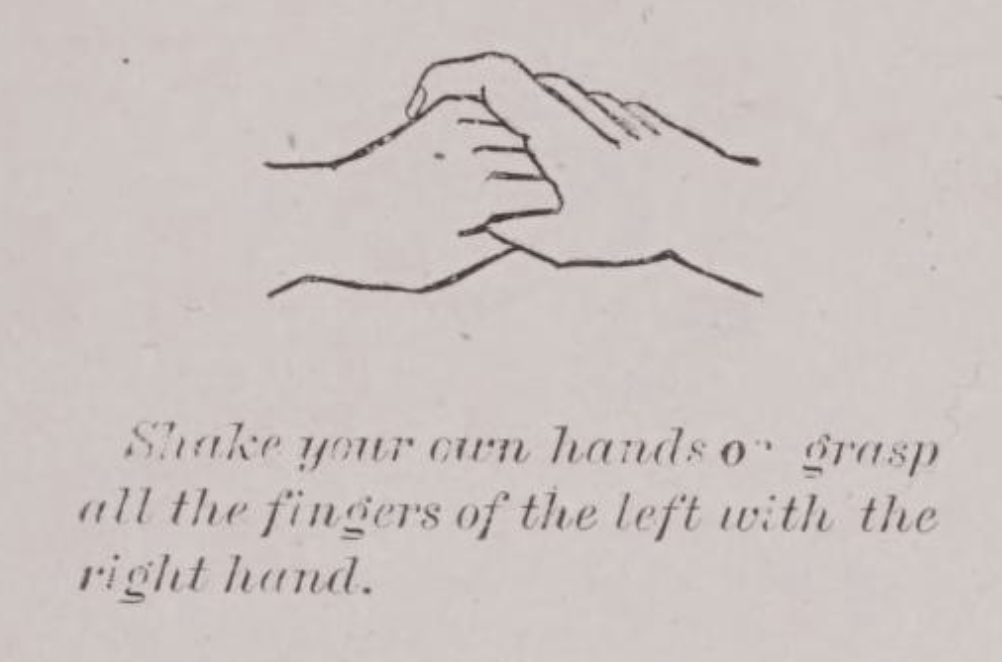
Tecken för "vän", "fred" och "välkommen"
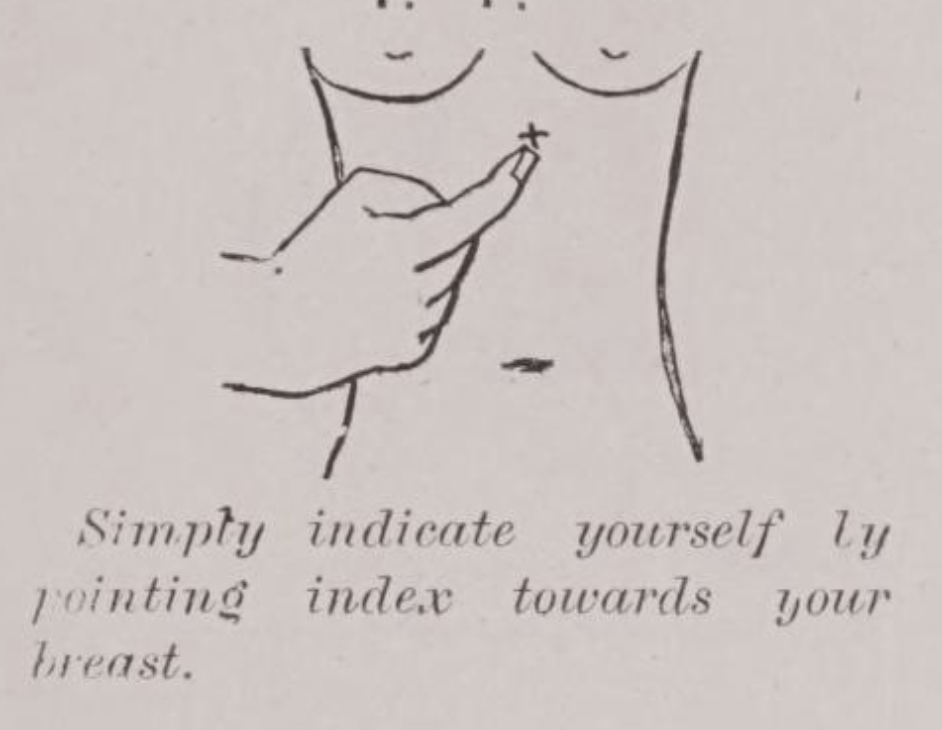
Tecken för "jag"
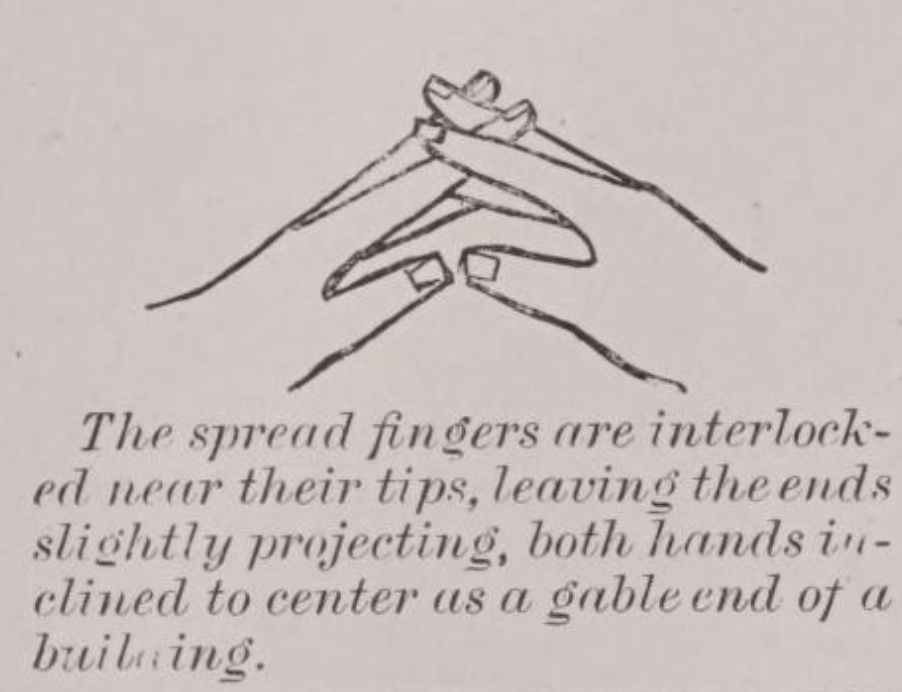
Tecken för "hus"
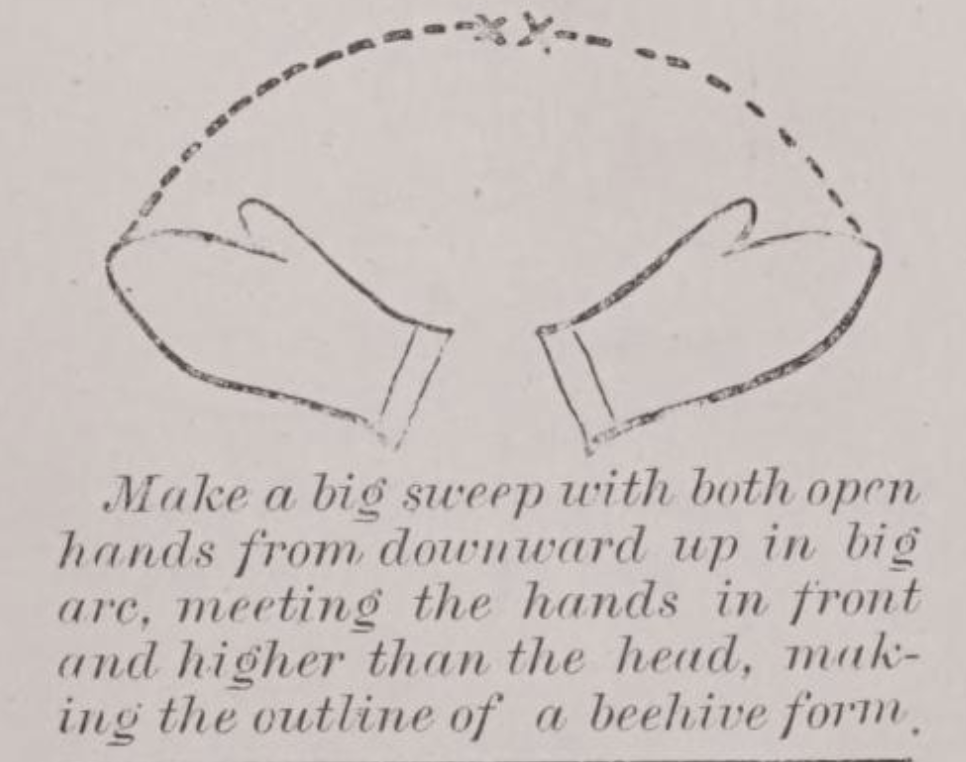
Tecken för "många"